# Arboroharamiya
Arboroharamiya is een geslacht van uitgestorven zoogdieren uit de Euharamiyida. De typesoort is Arboroharamiya jenkinsi. Dit dier leefde tijdens het Laat-Jura (ongeveer 160 miljoen jaar geleden) in wat nu de Volksrepubliek China is. 
Arboroharamiya is bekend van een partieel skelet met afdrukken van de vacht uit de Tiaojishan-formatie. Arboroharamiya was met een gewicht van ongeveer 350 gram de grootste bekende haramiyide. Het was een boombewonend dier met lange vingers en een lange staart. De tanden wijzen er op dat Arboroharamiya een omnivoor of zaadeter was. De bouw van het middenoor en de onderkaak wijst op classificatie bij de kroongroep van de zoogdieren.